# كلينت كابيلا
كلينت كابيلا (بالإنجليزية: Clint Capela)‏ (مواليد 18 مايو 1994)، هو لاعب كرة سلة سويسري ويحمل الرقم 32. يبلغ طوله 6 قدم 10 بوصة (2.1 م).

## فرق لعب لها
- هيوستن روكتس

## روابط خارجية
- كلينت كابيلا على موقع الاتحاد الدولي لكرة السلة (الإنجليزية)
- كلينت كابيلا على موقع الدوري الأوروبي لكرة السلة (الإنجليزية)
- كلينت كابيلا على موقع إن بي أي (الإنجليزية)
- كلينت كابيلا على موقع سبورتس رفرنس (الإنجليزية)
- كلينت كابيلا على موقع كرة السلة الأوروبية.كوم (الإنجليزية)
- كلينت كابيلا على موقع إي إس بي إن.كوم (الإنجليزية)
- كلينت كابيلا على موقع ريلجم (الإنجليزية)
- كلينت كابيلا على موقع بروبوليرز (الإنجليزية)
- كلينت كابيلا على موقع سبورتس رفرنس (الإنجليزية)
- كلينت كابيلا على موقع سبورتس رفرنس (الإنجليزية)